# 加藤元一
加藤元一（かとう げんいち，1890年2月11日 - 1979年5月1日）是一位日本的生理學家。

## 經歷
1890年，出生於岡山県阿賀郡新見町（現：新見市）。經歷舊制第一高等學校後，進入京都帝國大學。1916年，畢業於京都帝國大學醫學院。畢業後，進入該大學生理學教室，1918年成為講師。
1918年12月，轉任新設立的慶應義塾大學醫學部生理學教授。主要研究麻醉時的神經興奮傳導，於1923年在第2回日本生理學會上提出了“不衰減傳導學說”。該學說在國際上得到了高度評價，1927年，獲得了帝國學士院獎。儘管在獲獎後不久即發生了與京都帝國大學石川日出鶴丸等人的爭議，他後來成功地進行了世界上首次單一神經纖維的實驗，為當今神經生理學的發展做出了貢獻。。1950年，從慶應大學退休。

## 學術成就
在學界方面，1976年，加藤元一被選為日本學士院會員。在國際上，他是阿根廷生物學會及醫學協會的名譽會員，以及美國生理學會的名譽會員。另外，在1958年，他被推舉為出生地岡山県新见市的名誉市民。
1979年5月1日逝世，安葬於新見市的雲居寺。

## 受獎記錄
- 1927年：獲得帝國學士院獎
- 1966年：獲得日本醫師會最高優功獎。
- 1972年：獲授勳二等瑞寶章[5]。

## 研究內容
- 專攻生理學，研究神經如何傳遞興奮的機制，以“神經麻醉部位的不衰減傳導學說”和“單一神經纖維的剔除”研究而知名[6]。
- 於1928年、1935年、1937年三次被提名為諾貝爾生理學或醫學獎候選人，但未獲得該獎項[7]。
- 在慶應大學醫學部附近的笹寺，建有紀念其實驗中使用的數萬隻青蛙的“蟾蜍塚”[3]。

## 家屬
- 長子：加藤暎一，也是醫生，畢業於慶應義塾大學醫學部。

## 作品
- 《不衰減傳導學說》（1924年）
- 《生理學》（1934年）
- 《科學家的行進之路——從不衰減學說到單一神經纖維》（1957年）